# Stadtbus Bregenz

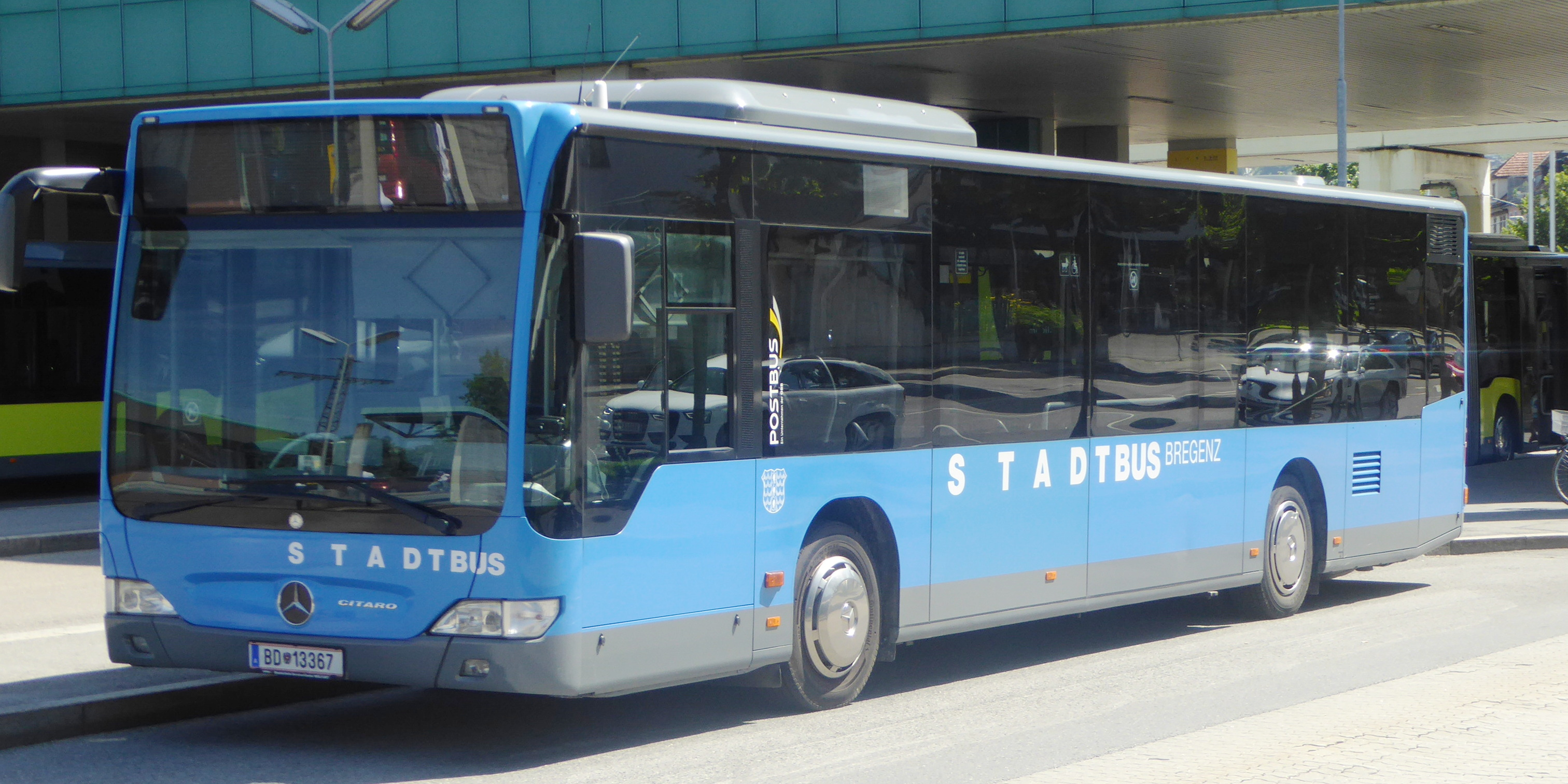
Die Fahrzeuge des Stadtbus Bregenz sind an der blauen Farbe erkennbar.

Der Stadtbus Bregenz ist ein Busservice der Stadt Bregenz im Österreichischen Bundesland Vorarlberg. Er wird von den Busunternehmen Weiss Reisen und ÖBB-Postbus betrieben. Er ist Teil des Verkehrsverbundes Vorarlberg und bietet Umsteigemöglichkeiten zur S-Bahn Vorarlberg, dem Landbus Unterland sowie dem Landbus Bregenzerwald.
Der Haupthalt, an dem sich alle Stadtbuslinien treffen, ist Bregenz Bahnhof, hier verkehren auch sämtliche Landbus- und S-Bahn-Linien.
Es gibt fünf Linien, wovon vier täglich und eine (Linie 105) nur von Montag bis Freitag verkehrt.

## Fuhrpark
Der Fuhrpark besteht aus 13 Niederflurbussen, davon zwei MAN Lion’s City (Baujahr 2004) nach Abgasnorm Euro 3, zwei MAN Lion’s City nach Euro-6-Norm, zwei MAN Lion’s City 12C Hybrid (seit 2020), ein Mercedes-Benz Citaro (Baujahr 2009) sowie sechs Mercedes-Benz Citaro C2 (Baujahr 2014) nach Euro-6-Norm. Die beiden MAN Lion’s City (Baujahr 2004) sowie der Mercedes-Benz Citaro (BJ 2009) sind Reservebusse, die anderen zehn Busse verkehren planmäßig.
| Anzahl | Typ                                  | Kapazität     | Einsatzgebiet (Linie)   | Länge   |
| ------ | ------------------------------------ | ------------- | ----------------------- | ------- |
| 2      | MAN Lion’s City 12C                  | 30 / 62 (92)  | 101, 102, 103, 104, 105 | 12,00 m |
| 1*     | Mercedes-Benz Citaro (O530 Facelift) | 28 / 74 (102) | 101, 102, 103, 104, 105 | 12,00 m |
| 6      | Mercedes-Benz C2                     | 28 / 74 (102) | 101, 102, 103, 104, 105 | 12,00 m |
| 2      | MAN Lion’s City (Euro 6)             | 30 / 62 (92)  | 101, 102, 103, 104, 105 | 12,00 m |
| 2*     | MAN Lions City (2004)                | 31 / 65 (96)  | 101, 102, 103, 104, 105 | 12,00 m |

*Diese Fahrzeuge sind Reservefahrzeuge und kommen daher nicht so regelmäßig im Linienverkehr vor

## Buslinien
Die Linien sind:
| Linie (ab Dez. 2022) | Linie (bis Nov. 2022) | Verlauf                                                         | Stationen | Takt Werktags (Mo–Fr) | Takt Samstags | Takt Sonn-/Feiertags |
| -------------------- | --------------------- | --------------------------------------------------------------- | --------- | --------------------- | ------------- | -------------------- |
| 101                  | 1                     | Bahnhof Bregenz – Am Tannenbach – Pfänderbahn – Bahnhof Bregenz | 10        | 30 min                | 30 min        | 30 min               |
| 102                  | 2                     | Achsiedlung – Kloster Mehrerau – Stadion – Bahnhof Bregenz      | 11        | 30 min                | 30 min        | 30 min               |
| 103                  | 3                     | Achsiedlung – Bahnhof Riedenburg – Mariahilf – Bahnhof Bregenz  | 13        | 30 min                | 30 min        | 30 min               |
| 104                  | 4                     | Bahnhof Bregenz – LKH – Bahnhof Riedenburg – Achsiedlung        | 21        | 30 min                | 30 min        | 30 min               |
| 105                  | 5                     | Bahnhof Bregenz – LKH – Stadtwerke                              | 22*       | 30 min                | –             | –                    |

(Stand: 23. November 2023)
*Bahnhof Bregenz als erste bzw. letzte Station doppelt gezählt.
Die Linien 101 und 105 sind Ringlinien. Während die Linie 101 nur im Uhrzeigersinn fährt, verkehrt die Linie 105 in beide Richtungen.
Die Linie 105 verkehrt nur von Montag bis Freitag. Die Stadtbusse fuhren bis Dezember 2024 nur bis etwa 20 Uhr, danach muss auf die Landbusse oder die Bahn umgestiegen werden. Beide verkehren bis etwa 1:30 Uhr, an Samstagen, Sonntagen und vor Feiertagen sogar die ganze Nacht. Ausnahme bildete die Linie 104, welche aufgrund der Einführung der Linie 14 des Landbus Unterland (heute Linie 135) bereits bis etwa 22:00 Uhr unterwegs war. Dieser Service war wegen der COVID-19-Pandemie mehrmals ausgesetzt.
Der Stadtbus Bregenz ist einer von vier Stadtbusbetrieben in Vorarlberg, es gibt noch den Stadtbus Dornbirn, den Stadtbus Feldkirch sowie den Stadtbus Bludenz; außerdem noch vier Ortsbussysteme: Ortsbus Damüls, Ortsbus Am Kumma, Ortsbus Lech und Ortsbus Schruns-Tschagguns.
Einige Stadtbusse fahren Linien exklusiv, es gibt aber auch Linien, die auf längeren Streckenabschnitten im Zusammenspiel mit Landbus-Linien bedient werden (Linie 101 mit Landbus 120/125, Linie 102 mit Linie 105, Linie 103 mit Landbus 130 sowie Linie 104 mit Linie 105). Ergänzt werden sie dabei von anderen Landbus-, Stadtbus- und Bahn-Verbindungen, wie zum Beispiel auf der Strecke Bregenz Bahnhof – Bregenz Wolfeggstraße oder der Strecke Bregenz Bahnhof – Bregenz Riedenburg Bahnhof.
Einige weitere Umstiegsknoten sind Bregenz-Riedenburg Bahnhof, Bregenz Achsiedlung und Bregenz Montfortstraße/Wolfeggstraße. Außerdem werden die Busse sehr oft von Schülern benutzt, wodurch jede Haltestelle eine bestimmte Relevanz hat.
Es verkehren auch einige zusätzliche Busse zur Bewältigung des verstärkten Schülerverkehrs mit Stadtbussen oder auch mit Reisebussen, teilweise sogar nicht nur in Bregenz (beispielsweise Linie 151 von Bregenz nach Dornbirn).
Ab Fahrplanwechsel am 11. Dezember 2022 bedient die Buslinie 104 (vormals 4) die Haltestelle „Andreas-Hofer-Park“ nicht mehr. Sie wird anstelle dessen über die Haltestellen Brielgasse, Schule Rieden und Michael-Gaismayr-Straße zum Bahnhof Riedenburg geführt. Damit entfällt bis auf einen Schülerkurs der Linienverkehr an der Haltestelle „Andreas-Hofer-Park“.
Ab Fahrplanwechsel im Dezember 2024 wurde auf den Linien 102 bis 103 (Montag bis Samstag) die Betriebszeit von bisher 19:30 Uhr auf 22:30 Uhr verlängert. Die Linie 104 verkehrte bereits Montags bis Freitags, wenn werktags, bis 22:30 Uhr, diese erweiterte Betriebszeit gilt nun auch dort an allen Werktagen. Lediglich die Linien 101 und 105 haben weiterhin einen Betriebsschluss um ca. 19:30 Uhr.